# Can I Kick It?
Can I Kick It? är en låt och en musiksingel av den amerikanska hiphopgruppen A Tribe Called Quest, släppt den 29 oktober 1990 på Jive Records som tredje singeln från deras debutalbum People's Instinctive Travels and the Paths of Rhythm (1990).
Låten kännetecknas av återkommande "call and response"-sång och en tydlig sampling av låten "Walk on the Wild Side" från 1972 av Lou Reed.